# Bongola-Marencé
Pour les articles homonymes, voir Bongola.
Bongola-Marencé est une localité située dans le département de Titao de la province du Loroum dans la région Nord au Burkina Faso .

## Démographie
Lors du recensement de 2006, on y a dénombré 2 019 habitants. 